# NGC 6186
NGC 6186 este o galaxie situată în constelația Hercule. A fost descoperită în 28 aprilie 1788 de către William Herschel. Se află la o distanță de 162,8 de megaparseci de Pământ.